# Жорж Прека
Жорж/Джордж Прека, на малтийски Горг Прека, е католически свещник, основоположник на Обществото на християнската доктрина (MUSEUM), на латински Societas Doctrinæ Christianæ.
Наричан е Дон Горг, но е по-известен като „втория апостол на Малта“, след свети Павел. Той е вторият малтийски светец след първия (западен християнин) – Публий.

## Биография
Жорж Прека е роден на 12 февруари 1880 г. във Валета, Малта, в дома на Винченцо и Наталина Чераволо. Кръщенето му се извършва на 17 февруари.
През 1888 г. семейство Прека отива да живее в Хамрун, където той прави първото си причастие. След като завършва гимназия, постъпва в семинарията в Малта, за да учи богословие с идеята да стане свещеник.
Като дякон се разболява сериозно и сметнали, че ще го загубят. Благодарение на застъпничеството на свети Йосиф, според неговите твърдения, той оздравял.

Той е ръкоположен за свещеник на 22 декември 1906 г. и приема за своя мисия в живота съвета на своя духовен ръководител: 
| „ | Бог те избра да проповядваш на народа му. | “ |

Още преди ръкополагането му често събира около себе си млади хора, за да им говори за Евангелието. Основното му занимание било да насърчава другите, особено най-малките, да променят сърцата си в светлината на Словото, а също и да го предават на другите. Например Юджийн Борг, млад работник в корабостроителница, на когото Жорж преподавал и обяснявал Страстите Христови, следвайки разказа на Евангелието според свети Йоан, който впоследствие става първият висш генерал от Обществото на отец Джорджо.

### Общество на християнската доктрина
От 1907 г. се включва в образованието на младите и всички признават изключителните му способности, дотолкова, че е смятан за свети Филип Нери от Малта. Няколко месеца по-късно вече е събрал около себе си група млади работници, които ще бъдат в основата на Обществото на християнската доктрина, с желание да ги превърне в евангелизатори на техните братя, в апостоли поклонници, в скромна къща в Хамрун.
На 7 март Жорж Прека и групата му от поклоници евангелизатори се срещат и решават да нарекат групата си MUSEUM – акростих, означаващ Magister utinam sequatur Evangelium universus Mundus! („Учителю, нека целият свят да следва Евангелието“).
През 1910 г. са създадени женските секции на Обществото на християнската доктрина с помощта на Джианина Кутаджар. Малко по малко правилата за живота и за действие на членовете на групите станали по-строги: миряни, неженени, напълно отдадени на апостолството и разпространението на Евангелието, носещи скромни дрехи, живеещи просто, молещи се, учещи по няколко часа на ден, за да отидат и да обучават другите. Така няколко центъра отварят врати в някои от енориите на остров Малта.
Въпреки ентусиазма и упоритостта на Дон Горг Прека възникват противоречия, най-вече революционната на времето идея за пряко образование на работническата класа. През 1909 г. епископ Салваторе Грек заповядва на Дон Горг да затвори всички центрове. Той се подчинява. В периода 1914 – 1915 г. понася неблагоприятна медийна кампания, противопоставена на действията му, като дори е обвинен в лудост. Понася тези клевети със снизхождение, тъй като призовава членовете на обществото да запазят спокойствие срещу нападките. През 1916 г. епископът на Малта провежда подробно разследване върху действията на Жорж Прека и неговите групи, като заключенията са в негова полза и са канонично признати на 12 април 1932 г.
През 1952 г. 5 членове са изпратени в Австралия, за да открият нови центрове. Днес такива съществуват в Англия, Албания, Кения, Судан и Перу с повече от 1200 души.

### Трети орден на кармелитите
На 21 юли 1918 г. Жорж Прека се присъединява към Третия орден на кармелитите, изповядвайки се на 26 септември 1919 г. в манастира „Санта Венера“, под името Фра Франко. Той също така искал всички млади посетители на сдружението му да носят скапул на Кармел.

### Край на живота му
Дон Горг Прека умира на 26 юли 1962 г. в село Санта Венера, Малта, където е прекарал последните си дни. Погребан е в криптата на седалището на организацията в Блата Л-Байда.

### Негови трудове
Жорж Прека бил плодовит писател с повече от 140 творби, включително наръчници по медитация и листовки за учението и апостолството, написани на малтийски език (с изключение на 2 произведения, написани на латиница).
Жорж Прека е предшественик на мирянския апостолат във време, когато разпространението на Евангелието е привилегия само на свещеници и посветени лица, очаквайки от 60 години Apostolicam Actuositatem на Ватиканския събор.

## Беатификация и канонизация

### Беатификация
Дон Горг Прека е беатифициран на 9 май 2001 г. от папа Йоан Павел II във Флориана (Малта) на мястото на „житниците“, едновременно с монахиня и друг малтийски свещеник.

### Канонизация
- Канонизиран е на 3 юни 2007 г. от папа Бенедикт XVI заедно със:
  - Симон де Липница (Szymon z Lipnicy)
  - Карел Ван Синт Андрис Хубен
  - Мари-Южени Милере

### Църковен празник
Паметта му се почита от Католическата църква на 26 юли Бидейки първият канонизиран светец в Третия орден на кармелитите, паметта му понякога се почита в Кармелитския орден на 9 май.